# Olivet (Loiret)
Olivet és un municipi francès situat al departament de Loiret, a la regió Centre - Vall del Loira. Amb una població de 19.195 habitants l'any 1999, Olivet és la tercera localitat més poblada del departament de Loiret, només per darrere de la capital, Orleans, i del municipi de Fleury-les-Aubrais.

## Agermanaments
- Fakenham, Anglaterra (Regne Unit), des del 1982.
- Bad Oldesloe, Slesvig-Holstein (Alemanya), des del 1996.